# Fleur Meinders
Fleur Meinders (* 13. August 2001) ist eine niederländische Volleyballspielerin. Die Zuspielerin spielt seit 2022 bei den Ladies in Black Aachen.

## Karriere
Meinders begann ihre Karriere 2017 beim Talentteam Papendal. 2020 wechselte die Zuspielerin zu Apollo 8 Borne. Mit dem Verein wurde sie 2022 niederländische Vizemeisterin. Danach wurde Meinders vom deutschen Bundesligisten Ladies in Black Aachen verpflichtet. Im DVV-Pokal 2022/23 erreichte sie mit Aachen das Halbfinale, bevor der Verein in der Bundesliga als Tabellenneunter der Hauptrunde die Playoffs verpasste. In der Saison 2023/24 kamen die Ladies in Black ins Pokal-Viertelfinale gegen Allianz MTV Stuttgart. In der Bundesliga mussten sie als Tabellenletzter der Zwischenrunde erneut auf die Playoffs verzichten. Nach der Saison wechselte Meinders zum belgischen Erstligisten VDK Gent.